# Gabriel Lundberg
Gabriel Iffe Lundberg (ur. 4 grudnia 1994 w Kopenhadze) – duński koszykarz, nigeryjskiego pochodzenia, występujący na pozycjach rozgrywającego oraz rzucającego obrońcy, reprezentant kraju, od 2022 zawodnik włoskiego klubu Virtusu Bolonia.
15 lipca 2020 zawarł kontrakt ze Stelmetem BC Zielona Góra. Następnie jego kontrakt z klubem, z Zielonej Góry, został wykupiony 15 lutego 2021 przez CSKA Moskwa. 11 marca 2022 zawarł umowę z Phoenix Suns na występy zarówno w NBA, jak i zespole G-League. W lipcu 2022 podpisał kontrakt z Virtusem Bolonia.

## Osiągnięcia
Stan na 25 października 2023, na podstawie, o ile nie zaznaczono inaczej.
Drużynowe
- Mistrz:
  - VTB/Rosji (2021)
  - Danii (2016)
- Wicemistrz:
  - Danii (2017)
  - II ligi hiszpańskiej (LEB Oro – 2018)
- Zdobywca:
  - pucharu:
    - Interkontynentalnego FIBA (2020)
    - Polski (2021)[7]

  - superpucharu:
    - VTB (2021)
    - Włoch (2022, 2023)
    - Polski (2020)[8]
- Finalista pucharu:
  - Danii (2016, 2017)
  - Księżniczki Asturii (pucharu II ligi hiszpańskiej – 2018)

Indywidualne
- MVP:
  - Pucharu Polski (2021)[9]
  - miesiąca VTB (grudzień 2020)[10]
- Najlepszy:
  - nowo przybyły zawodnik VTB (2021)[10]
  - młody zawodnik ligi duńskiej (2015)
- Zaliczony do I składu
  -     - VTB (2021)
    - sezonu EBL (2021)[11]
    - kolejki EBL (3, 12, 13, 18, 20 – 2020/2021)[12][13][14][15][16]

Reprezentacja
- Uczestnik:
  - kwalifikacji do Eurobasketu (2014, 2016, 2020)
  - mistrzostw Europy U–18 (2012 – 15. miejsce)